# Juno records
Juno Records是位于英国伦敦的网络电音舞曲零售店，经营黑胶唱片，CD，数码下载和相关音乐配件，创始人是Richard Atherton和Sharon Boyd. 网站最初建于1996年由于只提供电音舞曲信息所以被称为"电音舞曲资源网页"，列出所有当天上市的新的电音舞曲唱片。1997年，网站转型为商业零售店Juno Records，允许用户购买列表上的黑胶唱片和CD。在电子商务大行其道的90年代末，Juno以其简约化的文本风格独树一帜，不同与其他网络音乐零售店。

## 历史
- 2004年12月，Juno Records网站的第2个版本面世，在原先的网页设计上增加了图片和更加灵活的导航。
- 2006年2月，Juno Records 在其目录下增加了MP3和WAV格式的数码下载，2006年7月推出独立的下载网站Juno Download。
- 2006年9月，Juno网站增添了西班牙语界面。
- 2007年，Juno Records发行了一套10张的系列电音出品以纪念成军10周年，每一张都以一支由新的制作人重新混音制作的经典曲目为灵魂，包括Carl Craig（英语：Carl_Craig）重新混音Faze Action（英语：Faze_Action）的作品，Troy Pierce和Cobblestone Jazz重新混音制作Cybotron（英语：Cybotron）的“Clear”。
- 2007年，Jun Records还在年度网站奖中荣获"最佳娱乐网站"。
- 2007年6月Juno Records荣获DJ Magazine"最佳英伦奖"项中的最佳英伦黑胶唱片店。
- 2007年8月，Juno Records推出德文界面。